# 510-ih pr. Kr.
1. tisućljeće pr. Kr.
◄ | 7. stoljeće pr. Kr. | 6. stoljeće pr. Kr. | 5. stoljeće pr. Kr.► | 
◄ | 540-ih pr. Kr. | 530-ih pr. Kr. | 520-ih pr. Kr. | 510-ih pr. Kr. | 500-ih pr. Kr. | 490-ih pr. Kr. | 480-ih pr. Kr. | ►
519. pr. Kr. | 518. pr. Kr. | 517. pr. Kr. | 516. pr. Kr. | 515. pr. Kr. | 514. pr. Kr. | 513. pr. Kr. | 512. pr. Kr. | 511. pr. Kr. | 510. pr. Kr.

## Glavni događaji
- 519. pr. Kr. — Zhou Jingwang postaje vladar kineske dinastije Chou.
- 518. pr. Kr. (procjena) — Darije I. započinje izgradnju Perzepolisa.
- 518. pr. Kr. — Započinje izgradnja Apadane, dvorane za primanja Darija i Kserksa u Perzepolisu.
- 516. pr. Kr. — Perzija dovršava osvajanje Pendžaba.
- 516. pr. Kr. — 25. veljače dovršena je gradnja Drugom jeruzalemskog hrama.
- 515. pr. Kr. (procjena) — Eufronije izrađuje Smrt Sarpedona, dekoraciju na krateru. Posuda se danas čuva u Metropolitanu u New Yorku.
- 514. pr. Kr. — Helü od Wua dolazi na prijestolje države Wu u Kini.
- 514. pr. Kr. — Darije I. vodi perzijsku vojsku preko Bospora u neuspjeli pohod protiv Skita na Dunavu.
- 513. pr. Kr. — Darije I. pokorava Gete i istočne Tračane u ratu protiv Skita.
- 513. pr. Kr. (procjena) — Zapadna Indija i dolina rijeke Ind, postaju perzijska satrapija Hinduš.
- 510. pr. Kr. — Hipija, atenski tiran, protjeran je bunom koju je pokrenuo Kleomen I. kralj Sparte.
- 510. pr. Kr. — Završetak vladavine Lucija Tarkvinija Oholog, posljednjeg od sedam kraljeva Rima.
- 510. pr. Kr. — Uspostavljena Rimska Republika.
- 510. pr. Kr. (procjena) — Demarat nasljeđuje Aristona kao kralj Sparte.
- 510. pr. Kr. — Poraz i uništenje Sibarisa u ratu s Krotonom.

## Istaknute ličnosti
- 514. pr. Kr. — Umire Liao od Wua
- 510. pr. Kr. (procjena) — Rođen Kserkso I., vladar Perzije
- Eufronije grčki slikar